# 로버트 램
로버트 램(영어: Robert Lamm, 1944년 10월 13일 ~ )은 미국의 키보디스트, 기타리스트, 가수, 작곡가이다. 그는 〈Questions 67 & 68〉, 〈Does Anybody Really Know What Time It Is?〉, 〈Beginnings〉, 〈25 or 6 to 4〉, 〈Saturday in the Park〉, 〈Dialogue (Part I & II)〉 그리고 〈Harry Truman〉 등 밴드의 가장 큰 히트곡들을 많이 썼다. 램은 리 러프네, 제임스 판코, 월터 패러자이더와 함께 아직도 그룹과 함께 공연하고 있는 네 명의 창립 멤버 중 한 명이다.

## 생애
램은 1944년 10월 13일, 뉴욕 브루클린에서 태어났다. 그의 부모님은 그에게 초기 영향을 준 재즈 음반 모음집을 가지고 있었다. 젊은 시절, 그는 브루클린 하이츠에 있는 미국 성공회의 소년 합창단과 남성 합창단에서 공연했다. 또한 합창단에는 해리 채핀이 있었다. 2003년 인터뷰에서 램은 "저의 첫 음악 훈련은 합창단의 일원으로 왔습니다. 바흐를 거쳐 20세기 작곡가에 이르기까지 중세의 위대한 신성한 음악을 접하게 해주었습니다."
그의 어머니는 결국 재혼했고, 램은 그가 15살이었을 때 일리노이주 시카고로 이사했다. 그는 고등학교에서 미술을 공부했는데, 특히 그림과 그림을 공부했지만, 대학에서 시카고에 있는 루스벨트 대학교의 음악 프로그램에 등록하면서 방향을 바꾸었다.
1967년 램은 시카고로 알려진 "호른 달린 록 밴드"의 7명의 창립 멤버 중 한 명이었다. 6개의 압도적으로 성공적인 음반을 녹음한 후, 1974년에 램은 1980년대 이전에 시카고 멤버의 유일한 솔로 음반인 《Skinny Boy》를 발매했다. 램은 겉보기에 개인적으로나 직업적으로 좌절의 시기에 빠져 있는 것처럼 보였다. 그는 1982년에 새로운 태도로 나타났다.
1991년 램이 뉴욕으로 이주한 후 많은 솔로 음반들이 나오기 시작했다. 그는 밴드 아메리카의 게리 베클리, 비치 보이스의 칼 윌슨과 함께 3인조(베클리-램-윌슨)를 결성했다. 1998년 2월 윌슨이 폐암으로 사망한 후, 음반 《Like a Brother》 (2000년)가 발매되었다.
램은 스탠퍼드 대학교에서 음악 제작에 대한 객원 강사로 있었다. 2012년에 그는 뉴욕 대학교에서 작곡을 주제로 강의했다.